# Lombarduccio
Le Lombarduccio (en corse Lumbarducciu) est un sommet montagneux de 2 268 mètres d'altitude du massif du Monte Rotondo, situé sur la commune de Corte à la limite des vallées de la Restonica et du Tavignano.